# Ramon Manent i Rodon
Ramon Manent i Rodon (Mataró, 1948), és un fotògraf especialitzat en fotografia d'art: pintura, escultura i arquitectura; però també en temàtiques socials. Autor d'una setantena de publicacions, com Ceràmica Catalana (1977), El Paisatgisme a Catalunya (1979), Argenters i Joiers a Catalunya (1985), El Palau Güell (1990), Barcelona vint segles (1991), Catalonia (1995), El Romànic Català (2007) i Balcons de Barcelona (2007)', entre moltes d'altres publicacions.
Destaca la seva especial dedicació a l'obra de Gaudí, de qui ha esdevingut un gran coneixedor, com es pot comprovar al llibre Mirar Gaudí (2002).